# Andrea Sedláčková
Pour les articles homonymes, voir Sedláčková.
Andrea Sedláčková, née le 22 février 1967 à Prague, est une monteuse, réalisatrice et écrivaine franco tchèque.
En tant que monteuse, elle travaille principalement sur des films français mais les œuvres qu'elle réalise sont tchèques.

## Biographie
En 1986-1989, elle étudie l'écriture de scénario et la dramaturgie à la FAMU à Prague.
En 1989, elle émigre en France, où elle obtient l'asile politique le 17 novembre 1989.
En 1990-1993, elle étudie la réalisation et le montage à la FEMIS à Paris.
En France, elle poursuit une brillante carrière en montant plus d’une quarantaine de longs métrages pendant presque trente ans.
En République tchèque, elle travaille comme scénariste et réalisatrice de longs métrages et documentaires.
Elle a également publié quatre livres dont le dernier Toyen, la première dame du surréalisme a été élu livre de l’année 2024 en République tchèque.
Elle a deux enfants et vit alternativement à Prague et à Paris.

## Filmographie

### Monteuse
- 1992 : Mère et fille (court métrage documentaire) d'Isabelle Broué
- 1994 : Vanilla Lemon d'Isabelle Broué
- 1995 : Corps inflammables de Jacques Maillot
- 1996 : Entre ciel et terre (court métrage) de Jacques Maillot
- 1996 : Ni d'Ève ni d'Adam de Jean-Paul Civeyrac
- 1999 : Nos vies heureuses de Jacques Maillot
- 1999 : La Maladie de Sachs de Michel Deville
- 2001 : Un jeu d'enfants de Laurent Tuel
- 2001 : Une hirondelle a fait le printemps de Christian Carion
- 2002 : Le Doux Amour des hommes de Jean-Paul Civeyrac
- 2002 : Un monde presque paisible de Michel Deville
- 2002 : Froid comme l'été (TV) de Jacques Maillot
- 2003 : Jeux d'enfants de Yann Samuell
- 2004 : Malabar Princess de Gilles Legrand
- 2004 : Tout le plaisir est pour moi d'Isabelle Broué
- 2005 : Un fil à la patte de Michel Deville
- 2005 : Joyeux Noël de Christian Carion
- 2006 : Je vais bien, ne t'en fais pas de Philippe Lioret
- 2007 : Contre-enquête de Franck Mancuso
- 2008 : La Jeune Fille et les Loups de Gilles Legrand
- 2009 : Welcome de Philippe Lioret
- 2009 : L'Affaire Farewell de Christian Carion
- 2010: L'Âge de raison de Yann Samuell
- 2010: Légitime Défense de Pierre Lacan
- 2011: Toute nos envies de Philippe Lioret
- 2011: La mer à boire de Jacques Maillot
- 2011: Tu seras mon fils de Gilles Legrand
- 2012 : Maman de Alexandra Leclère
- 2013: Demi-sœur de Josiane Balasco
- 2014: L’amour sur place ou à importer de Amelle Chahbi
- 2015: L’odeur de la mandarine de Gilles Legrand
- 2015: Le grand partage de Alexandra Leclère
- 2016: Le fils de Jean de Philippe Lioret
- 2018: Les bonnes intentions de Gilles Legrand
- 2019: Vivre sans eux (TV) de Jacques Maillot
- 2020 : Paris-Brest (TV) de Philippe Lioret
- 2023 : 16 ans de Philippe Lioret

### Réalisatrice
- 1994: Sur les marches de mémoire (Po schodech paměti, documentaire)
- 1995: Qu'est-ce que vous avez fait en Novembre (Co jste dělali v listopadu, documentaire)
- 1996: Ceux qui nous jugent (Lidé, kteří nás také soudí, documentaire)
- 1997: Danses parlementaires (Parlamentní tance, documentaire)
- 1998: Démarrages rapide (Rychlé starty, documentaire)
- 2000 : Victimes et assassins (Oběti a vrazi, long métrage)
- 2000 : De la vie d´une adolescente (Ze života pubescentky, téléfilm)
- 2002 : Je dois te séduire (Musím tě svést long métrage)
- 2003 : Mon père et les autres hommes (Muj otec a ostatní muži, téléfilm)
- 2006 : Beau temps (Krásný čas, téléfilm)
- 2008 : Un amour vrai (Opravdová láska, téléfilm)
- 2010 : Du rythme dans les jambes (Rytmus v patách, téléfilm)
- 2014 : Sur la ligne (Fair Play, long métrage)
- 2014 : Václav Havel: un homme libre (documentaire)
- 2018: Backstage (long métrage)
- 2018: La fille derrière le miroir (Dívka za zrcadlem, téléfilm)
- 2019: Conspiration 89 (Konspirace 89, documentaire)
- 2020: Mon père Antonin Kratochvil (Můj otec Antonín Kratochvíl, documentaire)
- 2022: Toyen, baronne du surréalisme (Toyen, baronka surrealismu, documentaire)

## Livres publiés
- 2014 : Ma révolution parisienne (Moje pařížská revoluce)
- 2017 : Tout le monde cache quelque chose (Každý něco tají)
- 2021 : Un amour presque immortel (Téměř nesmrtelná láska)
- 2023 : Toyen, Première Dame du surréalisme (Toyen, první dáma surrealismu)

## Distinctions et Nominations
- Nomination aux César 2009– montage : film « Welcome »
- Nomination dans les catégories du meilleur réalisateur et du meilleur scénario aux Prix de la critique du cinéma tchèque 2014 pour le film « Fair Play »
- Prix Lidove Noiviny 2023, Livre « Toyen, Première Dame du surréalisme »
- Chevalier de l'Ordre des Arts et des Lettres (2021)